# I Wish You a Merry Christmas
I Wish You a Merry Christmas – studyjny album Binga Crosby'ego z muzyką bożonarodzeniową nagrany dla jego własnej firmy Project Records i wydany przez Warner Bros. Records w 1962 roku. Utwory zostały zaaranżowane przez Boba Thompsona, Petera Matza oraz Jacka Hallorana i każdy dyrygował orkiestrą do własnych aranżacji. Akompaniament muzyczny został nagrany 23 i 25 lipca 1962, a Crosby nagrał swoje wokale 5 października 1962.

## Lista utworów
| Tytuł | Tytuł                                         | Długość |
| ----- | --------------------------------------------- | ------- |
| 1.    | „Winter Wonderland”                           | 2:27    |
| 2.    | „Have Yourself a Merry Little Christmas”      | 2:52    |
| 3.    | „What Child Is This? / The Holly and the Ivy” | 3:23    |
| 4.    | „The Little Drummer Boy”                      | 3:02    |
| 5.    | „O Holy Night”                                | 3:36    |

| Tytuł | Tytuł                                                            | Długość |
| ----- | ---------------------------------------------------------------- | ------- |
| 1.    | „The Littlest Angel”                                             | 4:03    |
| 2.    | „Let It Snow! Let It Snow! Let It Snow!”                         | 2:09    |
| 3.    | „Hark! The Herald Angels Sing / It Came upon the Midnight Clear” | 3:08    |
| 4.    | „Frosty the Snowman”                                             | 2:16    |
| 5.    | „Pat-a Pan / While Shepherds Watched Their Sheep”                | 2:53    |
| 6.    | „I Wish You a Merry Christmas”                                   | 1:54    |